# Diva (Schiff)
Die Segelyacht Diva ist ein Exponat des Deutschen Schifffahrtsmuseums in Bremerhaven-Mitte, Hans-Scharoun-Platz 1/3. Sie wurde 1985 gebaut.
Museum und Museumsflotte wurden 2005 unter Bremer Denkmalschutz gestellt.

## Geschichte
Durch die Verwendung von kohlenstofffaserverstärktem und glasfaserverstärktem Kunststoff entstand 1985 ein besonders leichtes und trotzdem hochseetaugliches Kielboot für die Eigner Friederich Dieckell und Peter Westphal-Langloh.
Zusammen mit der Outsider und der Rubin G VIII gewann die beim Weser Yacht Club Bremerhaven beheimatete Diva 1985 den damals bedeutenden Admiral’s Cup mit dem Skipper Berend Beilken.
1992 wurde die Diva dem Deutschen Schifffahrtsmuseum geschenkt.